# Port Metro Vancouver
Cet article concerne l'entité créée début 2008 par la fusion du port de Vancouver avec les installations sur le Fraser. Pour l'entité historiquement appelée « port de Vancouver », voir Port de Vancouver.
Le port Metro Vancouver est un vaste complexe portuaire situé autour de la péninsule Burrard en Colombie-Britannique (Canada) et créé le 1er janvier 2008 par la fusion des activités du port de Vancouver, du port du Fraser et du port du Fraser Nord dans la nouvelle administration portuaire Vancouver-Fraser (Vancouver Fraser Port Authority ou VFPA). Le nom « Port Metro Vancouver » a été choisi en juin 2008 pour désigner le nouvel ensemble ainsi créé qui devient le port le plus important du Canada et de la côte nord-ouest du Pacifique au regard de la superficie et de l'activité.
Sur ses six premiers mois d'existence (janvier à juin 2008), le port Metro Vancouver a traité pour 58 477 997 tonnes de marchandises (-5 % par rapport à la même période en 2007).

## Histoire

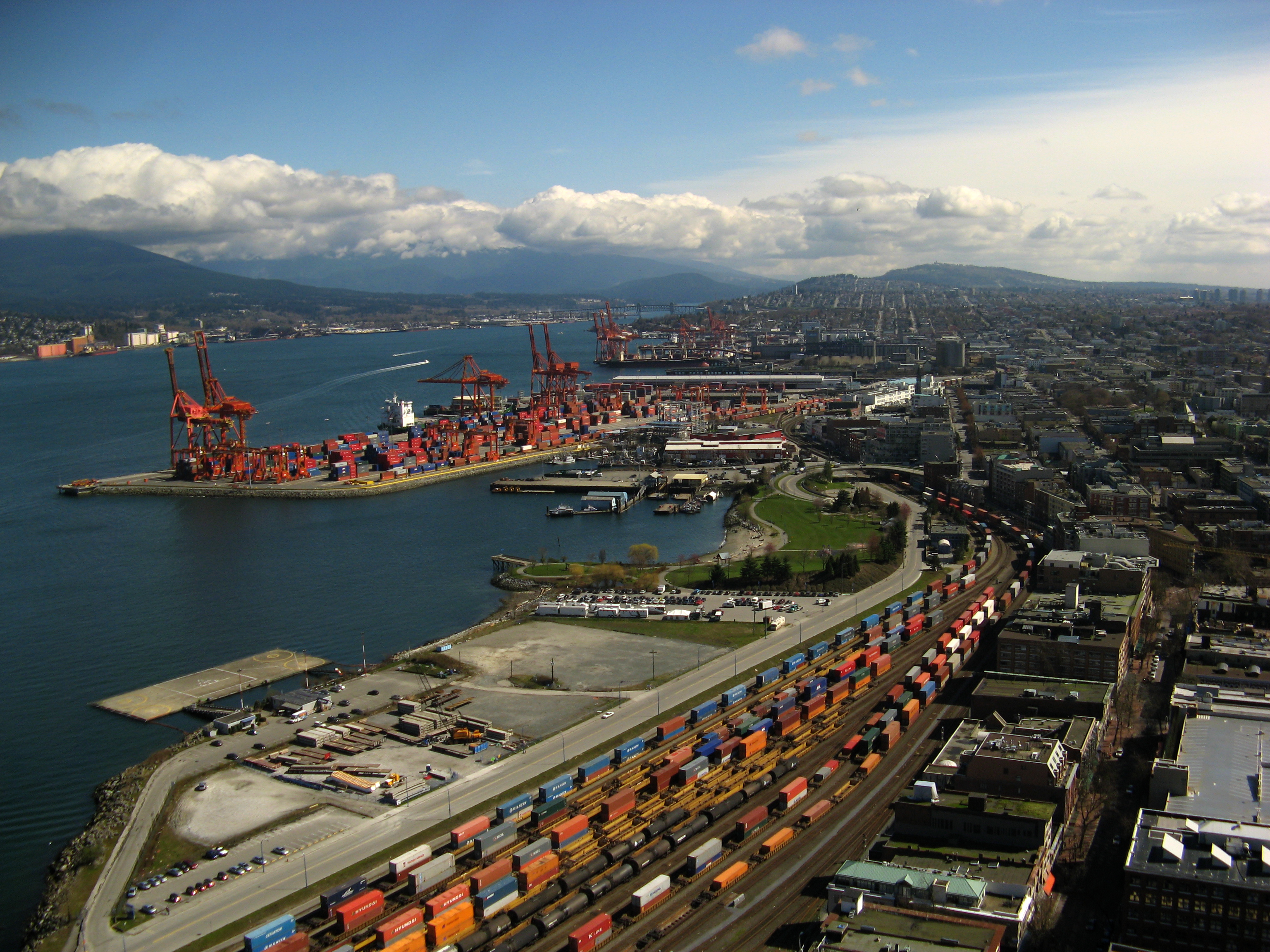
Le port de Vancouver.

Jusqu'à la fin 2007, les activités portuaires autour de la péninsule Burrard en Colombie-Britannique étaient régies par trois administrations portuaires qui s'occupaient respectivement du port de Vancouver, du port du Fraser et du port du Fraser Nord. En juin 2006, le ministère fédéral du Transport, de l'Infrastructure et des Communautés demanda aux trois administrations d'examiner la possibilité d'amalgamer leurs activités. Les trois administrations commandèrent alors un rapport sur les bénéfices éventuels de ce projet. Les conclusions du rapport recommandèrent de fusionner les trois administrations dans une nouvelle administration portuaire dénommée Vancouver Fraser Port Authority. Le 21 décembre 2007, le gouvernement fédéral publia le Certificate of Amalgamation qui officialisait la fusion des trois administrations au 1er janvier 2008.

## Situation
L'administration du port couvre 600 kilomètres de littoral, représentant 16 municipalités. Les installations portuaires sont situées depuis Point Roberts (à la frontière avec les États-Unis) jusqu'à l'extrémité de la baie Burrard à Port Moody et Indian Arm, ainsi que depuis l'embouchure du Fraser vers l'est jusqu'à la vallée du Fraser, au nord le long de la Pitt River jusqu'au lac Pitt, et également sur les branches nord et centrales du Fraser.

## Administration
Le port Metro Vancouver est un établissement public auto-suffisant financièrement, soumis à la loi maritime du Canada et sous la tutelle du ministère canadien des Transports.
Organe d'administration (Board of Directors) :
- Sarah Morgan-Silvester : présidente (Chairman)
- John Willcox : vice-président (Vice-Chairman)

Dirigeants :
- Robin Silvester : nouveau président et premier dirigeant
- Chris Badger : Chief Operating Officer